# Neculai Greceanu
Neculai Greceanu (n. 1793 – d. 1857, la Iași) a fost vornic în Moldova, proprietar al moșiei Urdești, Vaslui.